# Basilica di San Giorgio (Como)
La basilica di San Giorgio in Borgo Vico è un luogo di culto cattolico situato a Como. Costruito a poca distanza dalle rive del Lario, l'edificio si trova all'interno dell'antico sobborgo oggi noto come "Borgovico", lungo la strada che porta a Cernobbio. 
La chiesa, che si presenta come un edificio dalle fatture barocche, si innesta su una preesistente struttura romanica.
Dal 15 gennaio 1941 San Giorgio è ufficialmente una basilica minore.
La basilica è annoverata nell'elenco dei Santuari e templi votivi della Diocesi di Como.

## Storia
In origine, la chiesa era una costruzione a tre navate in stile romanico lombardo, edificata tra il 1050 ed il 1075. Una ricostruzione dell'antica struttura della chiesa di San Giorgio è conservata nella Pinacoteca cittadina di Palazzo Volpi. L'edificio religioso era preceduto da un portico con annesso un cimitero, mentre l’interno era accessibile anche da due porte aperte sui lati. Verso est, la chiesa terminava con tre absidi: due laterali, meno profonde, e una centrale, più ampia, nella quale si trovavano cinque nicchie. A partire dal 1081, le pareti absidali furono riccamente decorate da affreschi che, in buona parte, si sono conservati fino ad oggi. La parte centrale del presbiterio ospitava il monumentale sepolcro di Sant'Eutichio, nativo del Borgo Vico e vescovo di Como durante il VI secolo. Dell'antico monumento rimane oggi solamente una lastra finemente scolpita.
Da un punto di vista documentale, la canonica di San Giorgio di Vico, con tre canonici e un arciprete, è attestata fin dalla fine del XIII secolo.
A partire dalla seconda metà del XVI secolo, la chiesa fu oggetto di profonde alterazioni nella struttura originaria, mirate da un lato a porre un freno alle frequenti minacce costituite dalle piene del lago (che già nel corso dei secoli avevano in più occasioni allagato la chiesa, mettendone a repentaglio tanto l'integrità strutturale quanto le decorazioni pittoriche) e, dall'altro, a conferire alla struttura una maggiore stabilità. In questo contesto, un intervento del 1644 comportò un quasi completo rifacimento dell'edificio, che venne ampliato e ristrutturato nelle attuali forme barocche. Il progetto iniziale dei massicci interventi porta la firma di Giovan Battista Recchi (1638) ma il completamento la facciata in granito, avvenuto nel 1709, si deve all’architetto ticinese Agostino Silva. Pur mantenendo la suddivisione dell'aula in tre navate, i lavori previdero l'introduzione di massicci pilastri quadrati a sostegno delle volte a crociera della navata centrale e del transetto, alle cui estremità furono definitivamente sistemate le cappelle laterali. Il rifacimento dell'edificio comportò anche un innalzamento del livello del pavimento di circa un metro e una decorazione pittorica della vela centrale e delle cappelle, oltre a un rinnovo degli arredi marmorei degli altari. I lavori si conclusero ufficialmente il 25 giugno 1775, con la consacrazione dell'edificio da parte del vescovo Giovanni Battista Mugiasca.
Dell'originale struttura romanica, all'esterno sono ancor'oggi visibili un'abside molto inclinata verso l'esterno e decorata con semicolonne addossate a lesene, oltre a due frammenti marmorei decorati con animali fantastici. Internamente si possono invece ancora vedere una delle absidi minori e l'abside maggiore. 
Nel 1874 la chiesa fu scelta per ospitare il culto a Nostra Signora del Sacro Cuore. Fu così che la chiesa, divenuta nel mentre Santuario cittadino, nel 1876 fu sottoposta ad una sistematica opera di restauri. A questo periodo risale la statua della Vergine col Bambino, opera in marmo di Carrara completata nel 1877 dallo scultore milanese Giuseppe Bayer (fratello dell'allora arciprete di San Giorgio) e inizialmente collocata nella cappella di destra.
Nel 1896 si procedette alla sostituzione del vecchio organo con l'attuale. 
Nel 1919, al termine della prima guerra mondiale, la statua della Madonna fu incoronata nel Duomo di Como per mano del vescovo Alfonso Archi, le cui spoglie riposano oggi al centro della navata. In seguito, la statua fu sistemata nell'abside maggiore, all'interno di una monumentale edicola di marmo sovrastante una nicchia in alabastro e raggiungibile per mezzo di due scalinate laterali.
I restauri eseguiti nel presbiterio tra il 1876 e il 1925 contribuirono inoltre a una parziale apertura degli ambienti sotterranei, nonché a una progressiva riscoperta di antichi affreschi all'interno delle cinque nicchie dell'abside centrale. Gli affreschi, databili alla prima metà del XIII secolo, negli anni Sessanta del Novecento furono minacciati da infiltrazioni d'acqua e furono pertanto strappati dalle pareti. In seguito a un primo restauro, furono nuovamente esposti nella basilica. Nel 2003 furono definitivamente collocati all'interno di due sale della Pinacoteca Civica di Palazzo Volpi. 
Un decreto di Pio XII datato 11 febbraio 1941 concesse alla chiesa di San Giorgio il titolo di Basilica Romana Minore, mentre nel 2007, il Capitolo Vaticano conferì alla basilica il titolo “sub umbra Petri”. Entrambi i titoli sono ben leggibili sulla facciata, al di sopra del portone principale.

## Architettura

### Esterno
La facciata barocca dell'edificio fu costruita facendo ricorso a conci di diverse qualità di serizzo, allineati lungo una linea orizzontale. Il timpano superiore della facciata include lo stemma della famiglia Gallio, in ricordo del fatto che il completamento dei lavori di ricostruzione della stessa fu reso possibile grazie al legato testamentario del marchese Giacomo Gallio. Sotto al timpano superiore si trova una finestra ripartita da colonne con arco a tutto sesto e fiancheggiata da volute con statue di coronamento. Le statue, opera di Giovanni Domenico, raffigurano San Tommaso Becket, San Donato, San Giorgio e Sant’Eutichio.
A destra della facciata si erge il campanile in stile neoclassico, costruito al posto di quello originario romanico nei primi decenni dell'Ottocento, su progetto di Melchiorre Nosetti datato 1820.
Sul retro dell'edificio si trova ancora parte dell’antica abside romanica, realizzata in pietra di Moltrasio, assai inclinata all'esterno, priva del coronamento romanico e su cui s'innesta l'abside della chiesa ricostruita. Nei pressi dell’ingresso posteriore della sacrestia si trovano alcune lastre murate con bassorilievi allegorici, con fregi raffiguranti un drago e un uccello.
Sulla parete frontale esterna è affissa una lapide in ricordo dei borghigiani caduti durante la prima guerra mondiale, ricordati con la data di nascita e la data e il luogo di morte. 

### Interno
Internamente, la chiesa presenta una divisione a tre navate separate da pilastri, ognuna delle quali si conclude in un'abside. L'abside maggiore, che si presenta con loggia esterna, è divisa in cinque nicchie. Le due absidi rimanenti sono invece state scavate nello spessore della muratura. Le cinque nicchie dell'abside maggiore conservavano alcuni affreschi, ricomposti dal 2003 in due sale della Pinacoteca Civica di Palazzo Volpi, ognuno dei quali raffiguranti un santo vescovo in posizione frontale. Il nome del santo raffigurato è ora leggibile solo nelle nicchie centrali: Abondio, Eutichio e Martino. La dedicazione delle nicchie più esterne è invece più incerta, dal momento che le iscrizioni in esse contenute ricordano come l'altare contenga il corpo del vescovo Eutichio oltre ad alcune reliquie della Santa Croce, dei già citati santi delle nicchie centrali, e dei santi Eustorgio, Winibaldo e Remigio. 
In cima all'arco di trionfo della navata centrale trova posto un Crocefisso databile alla metà del XVII secolo, forse eseguita dallo scultore Giovanni Gaffuri.
L’abside di sinistra contiene alcune decorazione pittoriche, databili all'XI secolo, raffiguranti un suonatore di tibie e sei figure disposte simmetricamente ai lati di una monofora. Sulla destra dell'abside, un'iscrizione riporta i nomi di otto sante: Affra, Aldegunda, Liberata, Faustina, Paola, Lorenza, Veronica e Cristina.
In fondo alla navata sinistra si trova la cappella di Sant'Eutichio, realizzata nel 1933 per ricollocare le spoglie del santo, un tempo situate sotto l’altare maggiore e presenti in San Giorgio già dall'XI secolo.
Sotto il presbiterio, la cappella di Sant’Eutichio e la sagrestia si snodano gli ambienti sotterranei, dove sono visibili i resti delle tre antiche absidi, raccordate da stretti passaggi, che contenevano gli antichi affreschi oggi esposti presso la Pinacoteca civica. Come testimoniato da un'iscrizione che ricorda il ventunesimo anno dell’episcopato di Rainaldo, gli affreschi, che coprivano una superficie di oltre 50 metri quadrati, furono realizzati a partire dai primi anni '80 dell'XI secolo. Studi sulle absidi minori, rivestite da più strati sovrapposti, hanno inoltre rivelato come gli affreschi fossero siano ascrivibili ad almeno tre periodi diversi, databili fino al XV secolo.
Gran parte delle decorazioni degli interni (tra cui gli stucchi dorati degli archi) fu realizzata a partire dal quarto decennio del XVII secolo, con il contributo finanziario della cosiddetta "Confraternita di sant’Eutichio", un'antica associazione di parrocchiani del Borgo Vico con finalità assistenziali e devozionali. Alla confraternita appartenevano anche i pittori Recchi, autori di molte decorazioni e tele ancor'oggi visibili nella chiesa. Tra di esse: l'affresco nella calotta della cupola, raffigurante San Giorgio trafigge il drago e realizzato da Giovanni Paolo Recchi all’età di 80 anni nell’aprile del 1686, pochi mesi prima della morte. Una rielaborazione delle decorazioni delle volte avvenne nel 1932. 
All'estremità sinistra del transetto, la cappella del Crocefisso conserva una Flagellazione e incoronazione di spine (1687) opera di Raffaele e/o Carlo Recchi. Sul lato opposto, la cappella della Vergine conserva affreschi attribuibili a Giovan Battista e Giovan Paolo Recchi (prima metà del XVII secolo), e una statua lignea di San Giorgio realizzata nel 1922 dallo scultore Erminio Dioli di Caspoggio. A Giovan Battista e Giovan Paolo Recchi è anche attribuita la tela I santi Giorgio ed Eutichio adorano il Santissimo Sacramento, databile al 1641, che fino al 1919 fungeva da pala d’altare al centro dell’abside maggiore.
Procedendo dalla cappella del Crocefisso verso ingresso principale, sulla destra si incontra una grande tela di Giovanni Battista Discepoli da Lugano (detto "lo Zoppo"), proveniente dalla distrutta chiesa dei Carmelitani Scalzi di Santa Teresa, che nel Borgo Vico avevano un convento secolarizzato nel 1802. Risalente al 1640, la tela raffigura una Vergine col Bambino, tra Santa Teresa, San Simone Stock e il profeta Elia. Procedendo oltre verso l'ingresso, sullo stesso lato si trova la pala marmorea di Cristo in pietà fra i santi Giorgio ed Eutichio (degli inizi del XVI secolo, già situata sull'altare maggiore), sormontata da un calco in cemento di rilievo Trecentesco raffigurante una Crocefissione con Maria e Giovanni fra San Giorgio uccide il drago e libera la fanciulla e le Spoglie del vescovo Eutichio trasportate dai buoi alla chiesa di San Giorgio. Il bassorilievo originale, realizzato in sasso di Saltrio, nel presibiterio dell’antica chiesa costituiva una dei rivestimenti esterni del sarcofago di Sant’Eutichio, mentre oggi si trova murato nell’abside sotterranea.
Gli stucchi bianchi delle volte (opera di Angelo Menotti), l’edicola della Madonna e il pavimento in marmo risalgono al XX secolo.
La chiesa conserva inoltre reliquiario di San Tommaso Becket in argento, velluto e cristalli (risalente al XVII secolo) e una medaglia in argento del papa comasco Innocenzo XI, commemorativa della battaglia di Vienna contro i Turchi. La medaglia fu donata nel 1900 alla "Compagnia del Santissimo Nome di Maria", già attiva agli inizi del ‘700 presso lo scomparso oratorio di San Pantaleone (un tempo situato ai confini meridionali della parrocchia) e trasferita nella chiesa di San Giorgio nella prima metà del XIX secolo. La medaglia riporta sul recto l’effige del pontefice, mentre sul verso sono raffigurate le quattro corone degli eserciti cristiani federati, illuminate dai raggi dello Spirito Santo.
La sacrestia conserva inoltre un'urna in bronzo e cristalli (1903) che custodisce le presunte reliquie di San Giorgio, traslate da Pavia nel 1793.